# Аджи-Мушкай
Аджи́-Мушка́й (крим. Acı Muşqay) — мікрорайон Керчі, Україна, розташований на півночі міста. До 1960-х років — окреме село.
В Аджи-Мушкаї розташовані Царський курган — пам'ятка поховальної архітектури IV століття до н. е., усипальниця одного з членів династії Спартокідів та Аджимушкайські каменярні, де з другої половини травня до кінця жовтня 1942 року частина військ Кримського фронту вела оборону проти німецьких військ.

## Історія
Вважається, що, під назвою Черкес, селище згадується у «Книзі подорожей» Евлія Челебі під 1667 роком. Знову, як село Хадчі-мишкай, із 5 подвір'ями та 2 колодязями, де черкеси жили, в доступних джерелах селище трапляється в «Описании городов отошедших по мирному 1774 года с Оттоманскою Портою трактату в Российское владение и принадлежащей к ним земли, с некоторым географическим известием инженер-подполковника Томилова»" 1774 року, потім — на карті 1842 року, де хутір Аджи-Мушкай позначений умовним знаком «мала село», тобто, менше 5 подвір'їв.
Згідно зі «Списком населённых мест Таврической губернии по сведениям 1864 года», складеним за результатами VIII ревізії 1864 року, Аджи-Мушкай — слобідка міського відомства Керч-Єнікальського градоначальництва, фз 89 подвір'ями, 389 жителями та каменоломнею при колодязях. Дані про поселеннях градоначальства другої половини XIX — початку XX століття поки недоступні і в наступний раз селище згадується в «Памятной книжке Керчь-Еникальского градоначальства на 1913 год».
Згідно з переписом 1897 р. в передмісті 961 житель, у тому числі 930 православних.
Після захоплення Криму радянською владою, за постановою Кримревкому, 25 грудня 1920 року з Феодосійського повіту був виділений Керченський (степовий) повіт, Керч-Єнікальське градоначальство скасували, Постановою ревкому № 206 «Про зміну адміністративних меж» від 8 січня 1921 року була скасована повітова система і у складі Керченського повіту був створений Керченський район, до якого увійшло село (в 1922 році повіти отримали назву округів). 11 жовтня 1923 року, згідно з постановою ВЦВК, в адміністративний поділ Кримської АРСР були внесені зміни, в результаті яких округи були скасовані та основною адміністративною одиницею став Керченський район. Згідно зі Списком населених пунктів Кримської АРСР за Всесоюзним переписом 17 грудня 1926 року, в селі Аджи-Мушкай, Картелезької сільради Керченського району, значилося 254 двору, з них 167 селянських, населення становило 1259 осіб, із них 1019 росіян, 205 українців, 32 грека, 1 естонець, 2 записані в графі «інші», діяла російська школа I ступеня (п'ятирічка). Постановою ВЦВК «Про реорганізацію мережі районів Кримської АРСР» від 30 жовтня 1930 року (за іншими відомостями 15 вересня 1931 року) Керченський район скасували, і село включили до складу Ленінського, а, з утворенням в 1935 році Маяк-Салинського району (перейменованого 14 грудня 1944 року у Приморський) — до складу нового району. На докладній карті РККА Керченського півострова 1941 року в Аджи-Мушкаї позначено 260 подвір'їв.
Указом Президії Верховної Ради РСФСР від 18 травня 1948 року, Аджи-Мушкай перейменували в Партизани. Ліквідоване до 1960 року, оскільки в «Довіднику адміністративно-територіального поділу Кримської області на 15 червня 1960 року» селище вже не значилося (згідно з довідником «Кримська область. Адміністративно-територіальний поділ на 1 січня 1968 року» — в період із 1954 по 1968 рік, як село Керченської міськради), але, фактично, було включене в межі міста, при цьому продовжуючи залишатися окремим поселенням.
Після адміністративного приєднання села до Керчі назва Партизани зникла з ужитку (є відомості, що в 1967 році повернуто історичну назву), сьогодні мікрорайон відомий за своєю історичною назвою Аджи-Мушкай.

## Економіка
У мікрорайоні є не більше 40 робочих місць: відділення пошти, селищна школа, три магазини, музей. На половині вулиць немає водопроводу та газопостачання.